# Hills and Dales (Kentucky)
Hills and Dales es una ciudad ubicada en el condado de Jefferson en el estado estadounidense de Kentucky. En el Censo de 2010 tenía una población de 142 habitantes y una densidad poblacional de 548,27 personas por km².

## Geografía
Hills and Dales se encuentra ubicada en las coordenadas 38°18′1″N 85°37′26″O / 38.30028, -85.62389. Según la Oficina del Censo de los Estados Unidos, Hills and Dales tiene una superficie total de 0.26 km², de la cual 0.26 km² corresponden a tierra firme y (0%) 0 km² es agua.

## Demografía
Según el censo de 2010, había 142 personas residiendo en Hills and Dales. La densidad de población era de 548,27 hab./km². De los 142 habitantes, Hills and Dales estaba compuesto por el 97.18% blancos, el 2.11% eran afroamericanos, el 0.7% eran amerindios, el 0% eran asiáticos, el 0% eran isleños del Pacífico, el 0% eran de otras razas y el 0% pertenecían a dos o más razas. Del total de la población el 0% eran hispanos o latinos de cualquier raza.